# Tatort: Gelegenheit macht Liebe
Gelegenheit macht Liebe ist ein Fernsehfilm aus der Kriminalreihe Tatort der ARD und des ORF. Der Film wurde vom Norddeutschen Rundfunk produziert und am 19. August 1984 erstmals ausgestrahlt. Es handelt sich um den zweiten Fall des Kriminalhauptkommissars Paul Stoever (Manfred Krug). Er ermittelt an der Seite von Kriminalhauptmeister Matthes (Rainer Goernemann). Stoever hat es diesmal mit einem Toten im Wald und den Verwicklungen eines heimlichen Liebespaares, das äußerst unkooperativ bei der Aufklärung ist, zu tun.

## Handlung
Dr. Rademacher, Direktionsassistent in einer Großmolkerei, hat ein Verhältnis mit der verheirateten Chefsekretärin des Betriebs, Brigitte Schwalb. Er drängt darauf, dass die beiden am Wochenende Zeit miteinander verbringen, doch sie hat Angst vor der Entdeckung ihrer Affäre durch ihren Mann. Der junge Bundeswehrsoldat Gerd Enders hat eine Pistole aus der Waffenkammer seiner Kaserne entwendet, um Holger Piwitt, den er bewundert und dessen Freundschaft er will, zu beeindrucken. Gerd schlägt Holger vor, dass sie zusammen Schießübungen machen könnten, bevor er die Waffe zurückbringt. Während Gerd und Holger in den Wald fahren und dort ihre Schießübungen veranstalten, trifft sich Brigitte doch mit Dr. Rademacher. Das heimliche Liebespaar fährt zu einem Schäferstündchen an dieselbe Stelle im Wald, an der Gerd und Holger schießen und wird von den beiden entdeckt. Das Paar bemerkt Gerd und Holger erst, als sich die beiden dem Wagen nähern und sie beim Liebesspiel beobachten. Als das Paar flüchten will, reißt Holger die Tür auf und bedroht es mit der Waffe. Er zwingt Dr. Rademacher und Brigitte zum Aussteigen. Holger will von beiden wissen, warum sie sich im Wald treffen und kommt schnell darauf, dass die beiden eine außereheliche Affäre haben. Er deutet an, Brigitte vergewaltigen zu wollen, da geht Dr. Rademacher auf Holger los, im Handgemenge löst sich ein Schuss, der Rademachers Auto beschädigt. Rademacher wird nun klar, dass die Waffe echt ist. Holger schickt Rademacher unter vorgehaltener Hand vom Auto weg und zwingt Brigitte und Gerd, der mit Holgers Vorgehen nicht einverstanden ist, zum Einsteigen. Die drei fahren mit Rademachers Wagen davon und lassen ihn stehen.
Zu Hause erzählt Dr. Rademacher seiner Frau, der Wagen sei gestohlen worden. Er habe Kopfschmerzen gehabt und habe deshalb im Wald spazieren gehen wollen. Auf Drängen seiner Frau meldet er den Wagen bei der Polizei als gestohlen. Am nächsten Morgen wird der Wagen im Wald von der Polizei gefunden. Drinnen lag die Leiche von Holger Piwitt – er wurde aus nächster Nähe erschossen. Stoever sucht Dr. Rademacher in der Molkerei auf. Dieser war gerade dabei, sich mit Brigitte Schwalb, die unversehrt ist, über die Geschehnisse des Vorabends auszutauschen. Den beiden gelingt es vor Stoever, so zu erscheinen, als sei ihr Verhältnis rein beruflich. Rademacher gibt an, dass ihm der Wagen am Vorabend an einer Landstraße im Wald gestohlen wurde. Er konnte sich nicht vorher bei der Polizei melden, da er erst nach Hause kommen musste. Der Wagen sei ihm gestohlen worden, als er austreten musste. Den Dieb habe er nicht gesehen. Stoever und sein Assistent Matthes suchen das Stammlokal von Piwitt auf, dort erfahren sie, dass er ein Herumtreiber war, der den ganzen Tag im Lokal saß. Die Kellnerin erzählt den Beamten, dass er gestern mit Gerd Enders das Lokal verlassen habe. In Enders‘ Kaserne erfährt Stoever vom Spieß, dass am Vortag eine Pistole aus der Waffenkammer entwendet wurde. Als Stoever Enders nach Piwitt befragt, gibt sich dieser zunächst ahnungslos und behauptet, der Name sage ihm nichts. Schließlich gibt er zu, mit Piwitt befreundet gewesen zu sein, vom Tod Piwitts wisse er aber nichts.
Enders räumt die Schießübungen ein und führt die Beamten zum Platz, an dem sie die Übungen veranstaltet haben. Er behauptet, Piwitt sei allein zum Auto gekommen, das aufgetaucht sei, er habe auch nicht gesehen, wie viele Personen im Auto gesessen hätten. Er selbst sei abgehauen. Als er merkt, dass Stoever ihm nicht glaubt, flieht er im dichten Waldgelände. Dr. Rademacher versucht unterdessen, von Brigitte herauszubekommen, was passiert ist, doch diese blockt ab. Der Chef der Molkerei ertappt die beiden dabei in eindeutiger Pose. Unterdessen sucht ein Taxifahrer Stoever auf und berichtet ihm von einem weiblichen Fahrgast, den er in der Nähe des Fundorts der Leiche aufgenommen hat. Stoever sucht die Adresse auf, zu der der Taxifahrer die Frau gefahren hat und klingelt beim Ehepaar Schwalb. Als Brigitte Schwalb öffnet, erkennt Stoever sofort in ihr die Chefsekretärin der Molkerei, in der Rademacher arbeitet. Auf Stoevers Fragen gibt sie sich ahnungslos, sie habe Kopfschmerzen gehabt und sei einfach ins Grüne gelaufen. Sie habe die Orientierung verloren und dann von der Telefonzelle aus ein Taxi gerufen. In diesem Moment kommt ihr Mann Werner nach Hause, er reagiert auf Stoevers Erklärung, er habe wegen eines ihrer Arbeitskollegen ein paar Fragen an seine Frau gehabt, ungehalten, offensichtlich ahnt er, dass seine Frau ihm untreu ist. Nachdem Stoever das Haus verlassen hat, sieht Frau Schwalb Gerd Enders um ihr Haus schleichen, als er von ihr entdeckt wird, ergreift er allerdings die Flucht. Stoever erfährt von seinem Assistenten Matthes, dass Gerd Enders fahnenflüchtig ist. Stoever sieht allerdings keinen Grund für einen Haftbefehl. Er will die Ermittlungen eher auf Rademacher und Brigitte Schwalb fokussieren.
Stoever sucht den Chef der Molkerei auf, was Brigitte Schwalb sichtlich nervös macht. Stoever fragt den Chef unter vier Augen, ob er etwas von einem Verhältnis zwischen Rademacher und Schwalb wisse, dieser antwortet, dass er sich das nicht vorstellen könne und wimmelt Stoever ab. Auf dem Nachhauseweg wird Brigitte Schwalb von Enders verfolgt. Enders passt sie ab und gibt ihr ihre Handtasche zurück, die sie bei Holger Piwitts Überfall auf sich in Rademachers Wagen zurücklassen musste. Er bittet sie, der Polizei alles zu sagen, da er unter Verdacht stehe und flüchtig sei, doch sie speist ihn mit Geld ab und will mit der Sache nichts mehr zu tun haben. Die ahnungslose Frau Rademacher erzählt ihrem Mann abends, dass Stoever bei ihr war, er habe Rademachers Familie lediglich kennenlernen wollen. Stoevers Plan geht auf, und Rademacher wird nervös. Brigitte Schwalb erzählt am nächsten Tag Rademacher von ihrer Begegnung mit Enders. Stoever sucht kurz darauf die beiden auf und konfrontiert sie mit seiner These. Er unterstellt ihnen, tatsächlich ein Verhältnis miteinander zu haben und von den beiden jungen Männern belästigt worden zu sein. Er geht ferner von der Tatsache aus, dass Rademacher von den beiden Männern verjagt und die Frau anschließend belästigt wurde. Wenn sie dabei an die Waffe gekommen sei und Piwitt erschossen habe, habe diese in Notwehr gehandelt und könne nicht bestraft werden. Wenn nicht, dann wüsste sie, wer der Täter sei. Er verspricht Rademacher und Schwalb größtmögliche Diskretion. Die beiden schweigen erwartungsgemäß, er hinterlässt erneut seine Karte. Nachdem Stoever gegangen ist, fragt Rademacher Brigitte, ob es so gewesen sei, doch sie blockt ab.
Später vertraut sie sich Rademacher schließlich an, doch Rademacher redet ihr zu, weiterhin zu schweigen. Der gesellschaftliche Skandal wäre für beide, sowie für ihre jeweiligen Partner zu groß, und sie hätten zu viel zu verlieren. Sie gibt zu bedenken, dass Enders wisse, dass sie Piwitt erschossen habe und zur Polizei gehen könnte. Rademacher meint dazu, dass sie das verhindern müssten und fragt Brigitte, wo sie die Waffe weggeworfen habe. Nachdem Rademacher sich von Schwalb verabschiedet hat, sucht er den Wald nach der Waffe ab, die von Brigitte Schwalb auf ihrer Flucht weggeworfen wurde. Unterdessen passt Enders erneut Brigitte ab und beschwört sie, zur Polizei zu gehen, um ihn zu entlasten. Werner Schwalb kommt hinzu und stellt Enders und seine Frau zur Rede. Enders, der im Besitz der Tatwaffe ist, zieht diese, bedroht Werner Schwalb und flieht anschließend; Rademacher beobachtet die Szene von seinem Auto aus. Werner Schwalb ruft Stoever an, das Telefonat wird von Brigitte unterbrochen, Stoever fährt mit Matthes sofort zu Schwalb.
Dieser berichtet Stoever, dass seine Frau ihm in der Zwischenzeit alles erzählt habe und zeigt Stoever, wohin Enders geflohen ist. Schwalb zeigt den Beamten ein im Bau befindliches Haus; vor dem Haus steht der Wagen von Rademacher. Stoever und Matthes gehen hinein, Rademacher kommt ihnen mit erhobenen Händen entgegen. Stoever geht alleine weiter in das Gebäude und versucht, mit Enders Kontakt aufzunehmen, doch er hat zu viel Angst. Enders versucht, Stoever zu entkommen und stürzt in die Tiefe und somit in den Tod. Jetzt bricht Brigitte Schwalb in Tränen aus und erzählt Stoever, was wirklich geschehen ist. Piwitt wollte sie vergewaltigen, Enders hat dies verhindert, indem er Piwitt erschoss. Stoever sagt, dass er ihr glaubt, bemerkt aber, dass ihr einziger Zeuge nunmehr tot sei.

## Produktionsnotizen

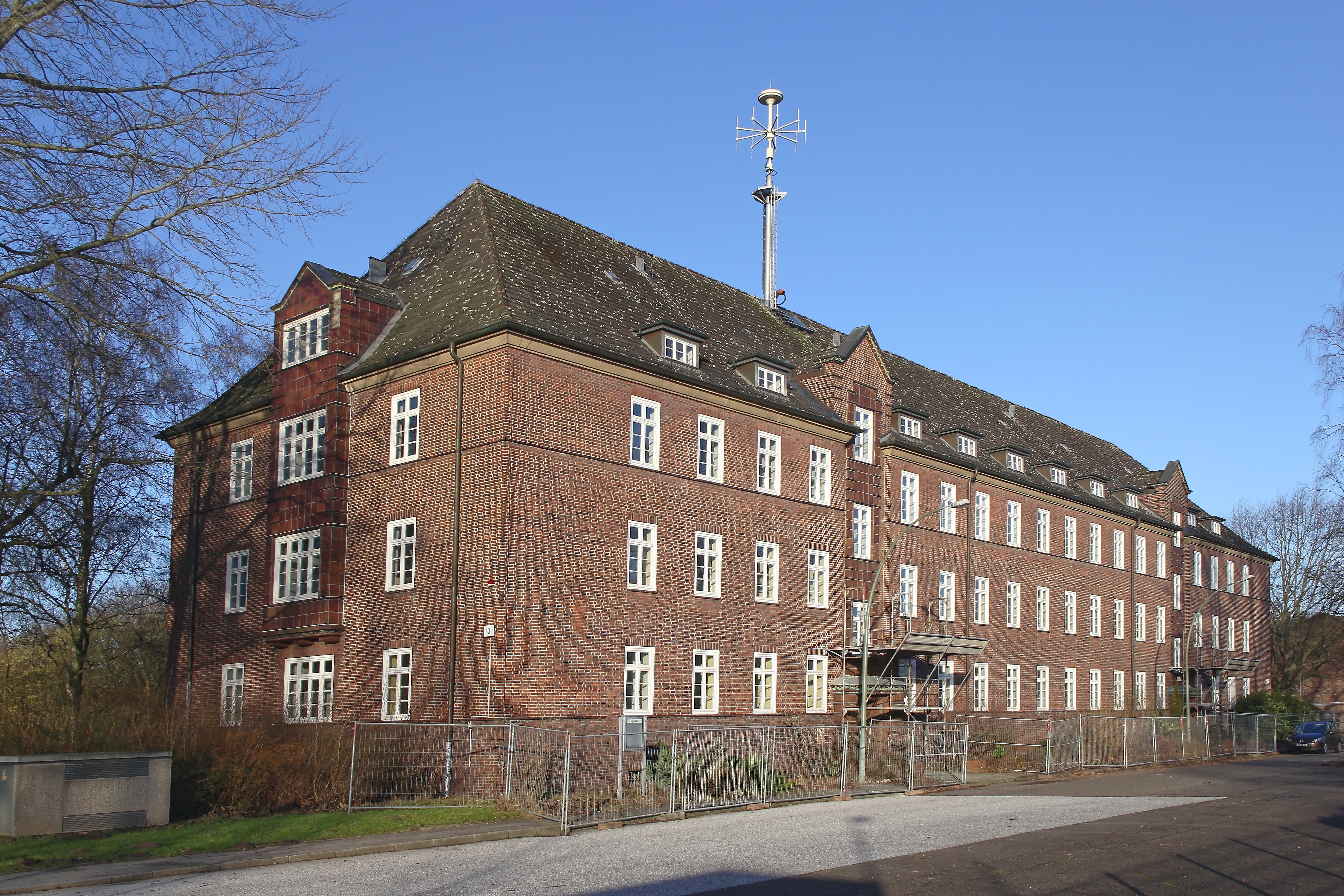
Ehemaliges Gebäude der Graf-Goltz-Kaserne, an dem die Bundeswehr-Szenen gedreht wurden. Das markante Tor ist nicht mehr erhalten.

- Bei seiner Erstausstrahlung am 19. August 1984 hatte Gelegenheit macht Liebe 14,95 Millionen Zuschauer, was einem Marktanteil von 41,00 % entspricht.[1]
- Die Kasernen-Szenen entstanden in der Graf-Goltz-Kaserne in Hamburg-Rahlstedt.
- Die Molkerei-Szenen wurden u. a. bei der Milchzentrale Bornhöved-Leezen e.G. in 23816 Leezen (Büro und Außenszenen) und in der Molkerei Sievershütten (Kantinenszene) gedreht.